# 王 (中國)
王，或尊稱大王，在秦朝以前是一国君主的称呼，是最高统治者。原來是天下共主的“天子”獨用的稱號，如“周武王”，後來較強大的諸侯也紛紛自稱、互稱爲王。自秦始皇称“皇帝”後，“王”成为地位仅次于天子而掌控一方之诸侯的称呼。从西汉开始，沿用秦代爵位，另增设王爵給皇室成員，可封国自治。至清代，王爵已成一种荣誉上的爵位，沒有封地。
中国秦朝以前时期，“王”可以指天子，也可以为封国、诸侯最高统治者的封号，也可以是对抗中原朝廷的地方割据势力的最高统治者的自称。
汉朝及其後，“王”為封国最高统治者的称谓，但必须有中原王朝皇帝赐封，否则“自立为王”，属于反叛朝廷，必将遭到朝廷征伐。如五代十国的楚国尽管为一支强大的地方割据势力，创建者马殷一直自称节度使，直至天成二年(927年)后唐正式册封为“楚王”；秦朝未年，南海郡尉赵佗创立南越国自称“武王”，刘邦建立汉朝后，派使者说服赵佗臣于汉朝，之后刘邦赐封赵佗“南越王”。
在太平天國，王既是最高君主的稱號，也是爵位封號。洪秀全在《原道覺世訓》中提出“皇上帝”為唯一之“帝”，連耶穌也不敢稱帝，凡人更不可僭越。他建立太平天國後，不用“皇帝”稱號，自稱為“天王”，其他重要領導人分別稱為東王、西王、南王、北王、翼王。後來“王”變成隨意分封的爵位，封王者超過兩千。請參見太平天國王號列表。
中华民国建国初期，军阀混战，地方势力割据，當中有綽號為"王"者，如奉系军阀张作霖即为“东北王”。建国初期的地方分裂最终导致民国政府北伐战争以统一全国。
同時，在中国自汉朝以来对皇族、功臣的封号，不一定为封国的统治者稱為王。
学术上的概念，研究上对诸侯、封国、地方割据势力、反叛组织的最高统治者的统称，不一定被朝廷册封，地方割据势力多都自立为王。

## 另見
- 霸王